# Leonardo Tavares
Leonardo Tavares (Espinho, 20 de fevereiro de 1984) é um tenista profissional português. Ele é destro e iniciou-se no profissionalismo em 2001.
As melhores campanhas na sua carreira foram os vice-campeonatos nos torneios Challengers de Manerbio, na Itália em 2009, e de Tampere, na Finlândia em 2010.
Sua melhor classificação no ranking de simples da Associação dos Tenistas Profissionais foi o 186.º lugar, alcançado a 16 de agosto de 2010. A 13 de setembro do mesmo ano, ele chegou ao seu melhor ranking nas duplas, o 95.º posto.